# Рупа (Горица)
Рупа је насеље у Италији у округу Горица, региону Фурланија-Јулијска крајина.
Према процени из 2011. у насељу је живело 166 становника. Насеље се налази на надморској висини од 50 м.